# Kanał Bydgoski
Der Kanał Bydgoski (deutsch Bromberger Kanal) verbindet die Brda (Brahe) bei Bydgoszcz (Bromberg) mit der Noteć (Netze) bei Nakło nad Notecią (Nakel) und bildet so eine schiffbare Verbindung zwischen der Weichsel und der Oder.

## Geschichte
Mit der Annexion Westpreußens und des Netzedistrikts infolge der ersten Teilung Polens gewann Preußen die Landverbindung der Provinzen Pommern und Brandenburg mit Ostpreußen. Als erste Infrastrukturmaßnahme ließ Friedrich der Große von 1773 bis 1774 durch Franz Balthasar Schönberg von Brenkenhoff im annektierten Gebiet den Bromberger Kanal zur Verbindung von der Weichsel zur Brahe im Osten über Netze und Warthe mit der Oder im Westen errichten. Preußen bekam damit Anschluss an den zentralen Raum Berlin-Brandenburg. Für den Bau des Kanals wurden etwa 6000 Arbeiter  u. a. aus Sachsen, Thüringen, Anhalt, Schwaben und Böhmen geholt. Sie ließen sich entlang des Kanals in den sogenannten Kanal-Kolonien A, B und C nieder. Die Kosten beliefen sich auf 687.806 Taler. Die Überbleibsel der Kolonie A liegen heute im Stadtteil Osowa Góra (Hoheneiche) der Stadt Bydgoszcz.
Mit dem Finowkanal und dem Plauer Kanal (siehe Elbe-Havel-Kanal) war dies das dritte große Kanalbauprojekt der Regierung Friedrichs des Großen, um das Stromgebiet der Weichsel über das der Havel mit dem der Elbe zu verbinden.
Ein Gesetz des Deutschen Reiches vom 1. April 1905 verfügte den Ausbau des 26 km langen Kanals. Der Ausbau, der erst 1917 fertiggestellt wurde, machte den Kanal für Finowmaß-Kähne befahrbar. Die Kosten beliefen sich auf über zwei Millionen Mark. 1920 wurde der Kanal an Polen übergeben.
Der Teil des Kanals zwischen Bromberg und Nakel wurde im 18. und 19. Jh. auch langer Trödel genannt.

## Schleusen
| Nr. | Name                  | Standort             | Höhenunterschied | Bauzeit   | Letzter Umbau |
| --- | --------------------- | -------------------- | ---------------- | --------- | ------------- |
| 1   | Schleuse Okole        | Bydgoszcz-Okole      | 7,58 m           | 1913–1915 | –             |
| 2   | Schleuse Czyżkówko    | Bydgoszcz-Flisy      | 7,52 m           | 1913–1915 | –             |
| 3   | Schleuse Prądy        | Bydgoszcz-Prądy      | 3,82 m           | 1774      | 1914          |
| 4   | Schleuse Osowa Góra   | Bydgoszcz-Osowa Góra | 3,55 m           | 1774      | 1914          |
| 5   | Schleuse Józefinki    | Nakło nad Notecią    | 1,83 m           | 1774      | 1914          |
| 6   | Schleuse Nakło Wschód | Nakło nad Notecią    | 1,91 m           | 1774      | 1914          |

## Fotos

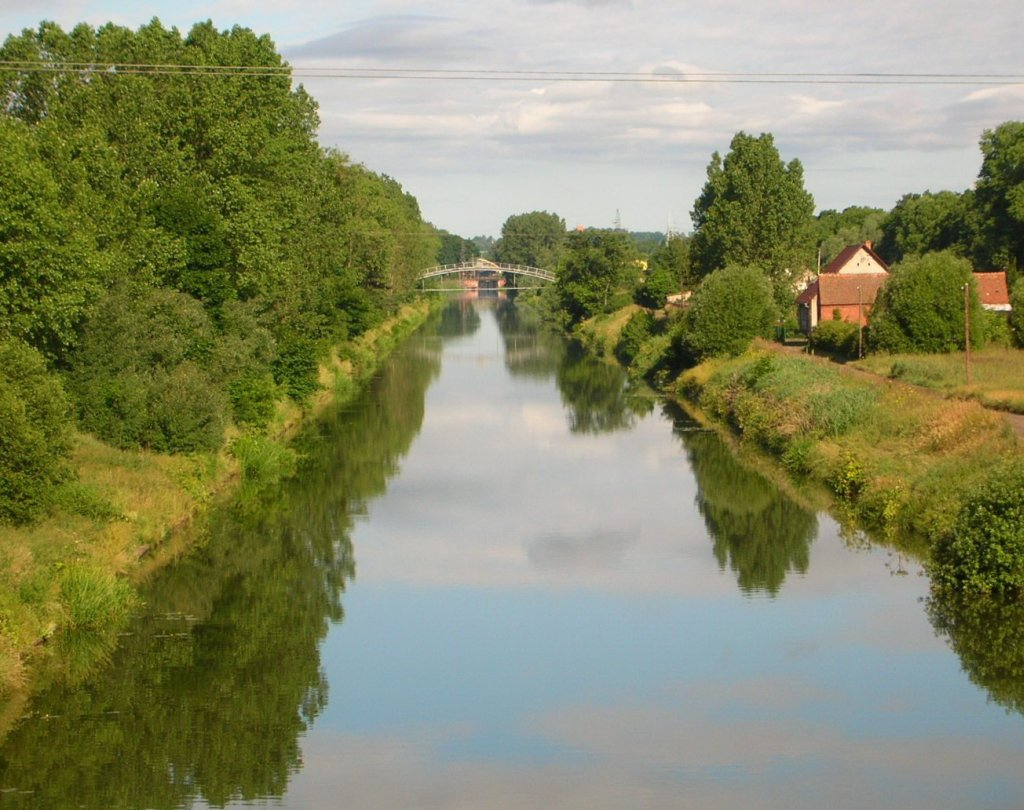
Der Kanal – auf dem rechten Ufer die Überbleibsel der Kanal Kolonie A
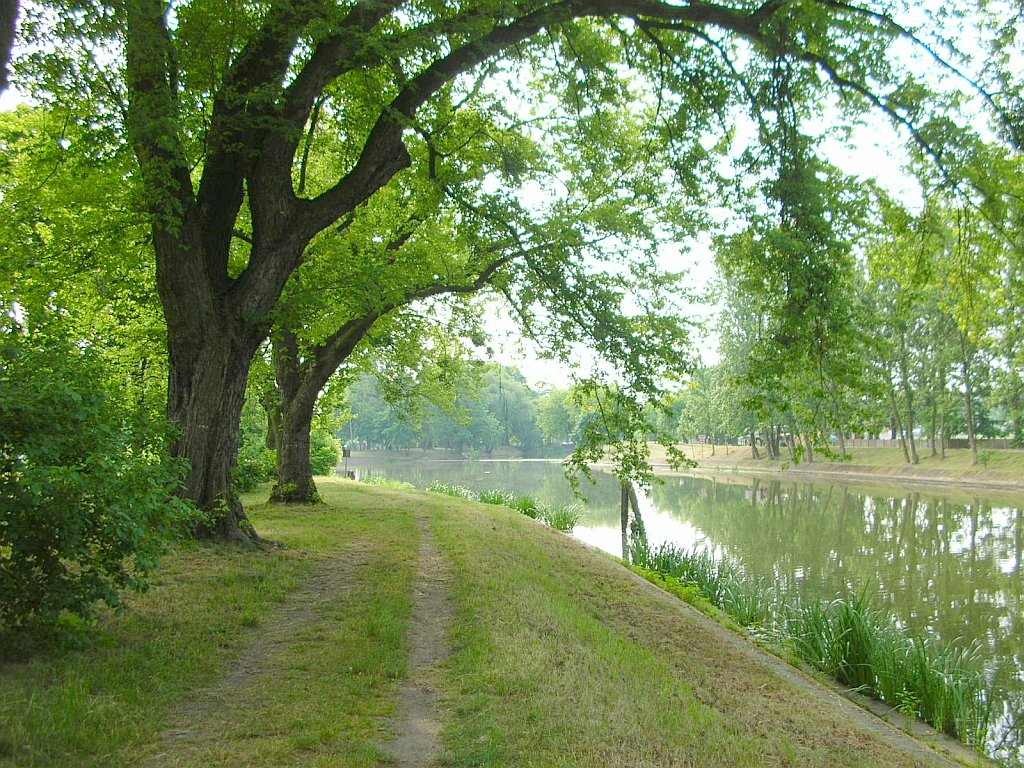
Kanal im Stadtpark von Bydgoszcz
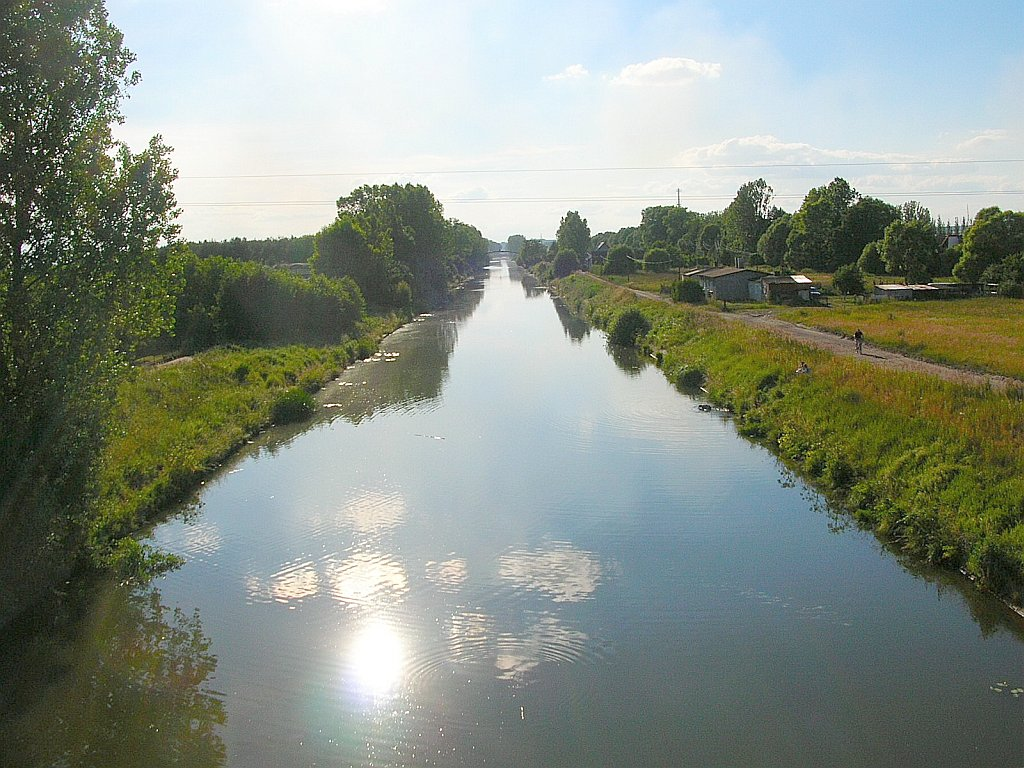
Kanal bei Miedzyń
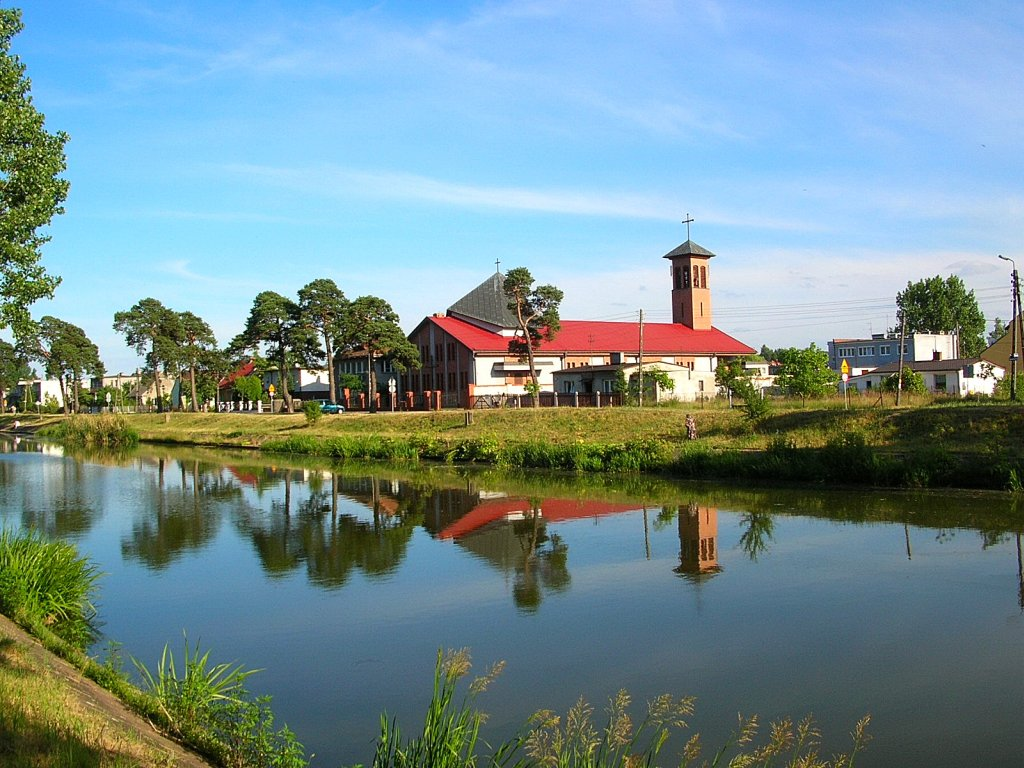
Kanal in Bydgoszcz
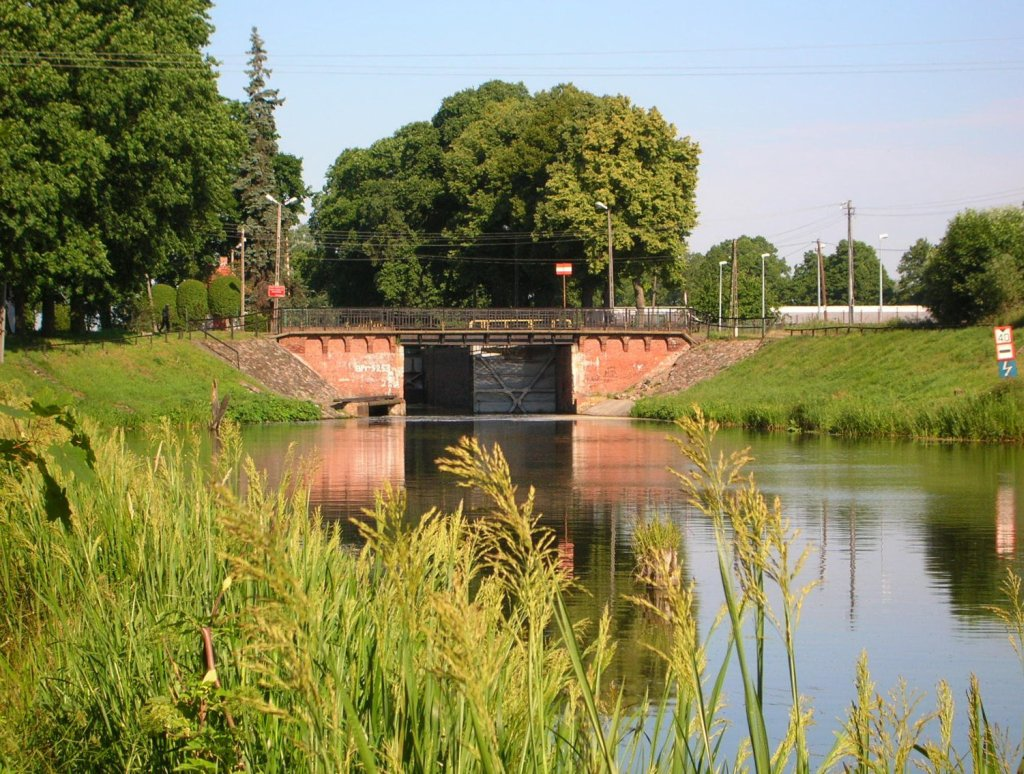
Schleuse Prądy in Prądy
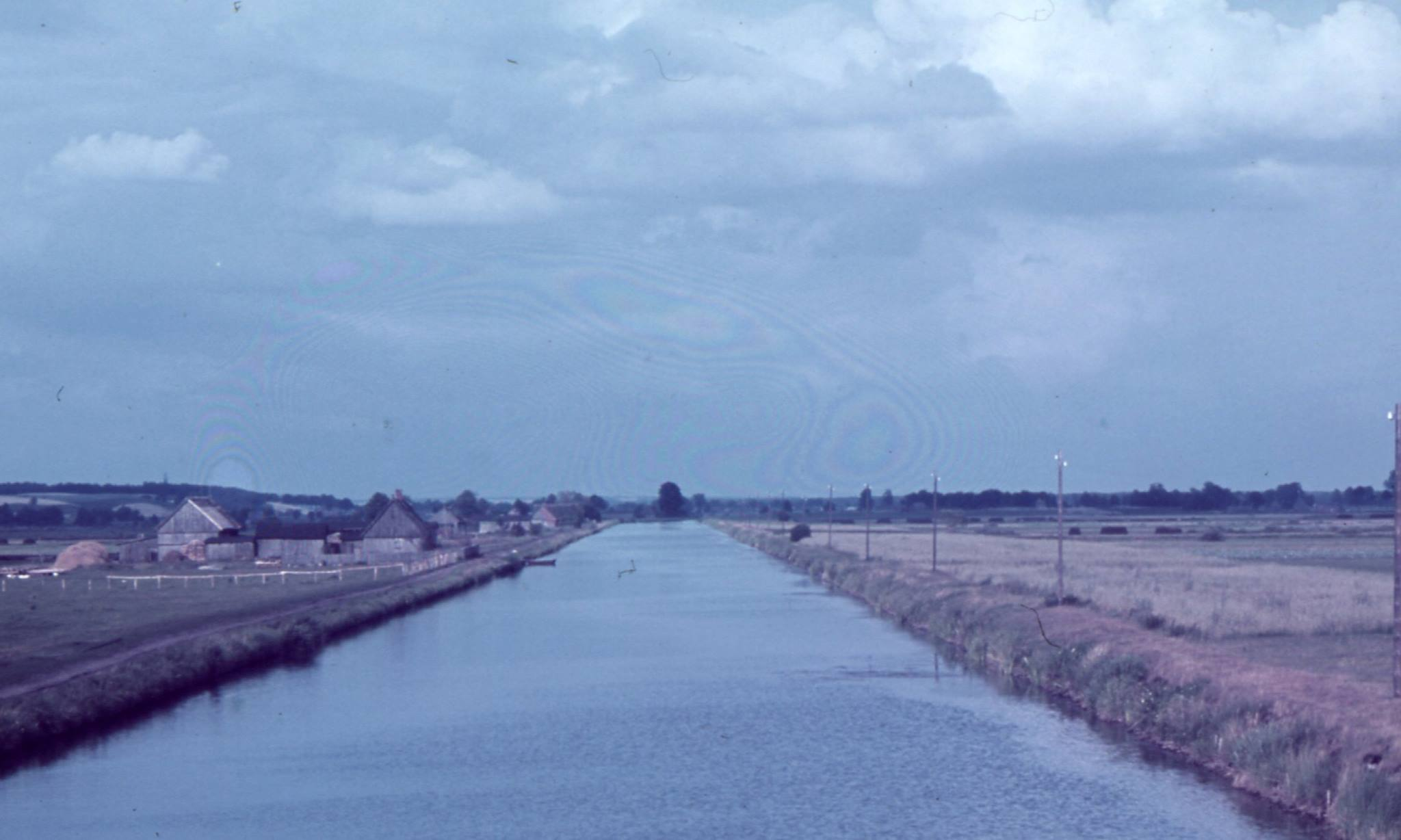
Ehemalige Kanal Kolonie B im Jahre 1944